# Rolnictwo

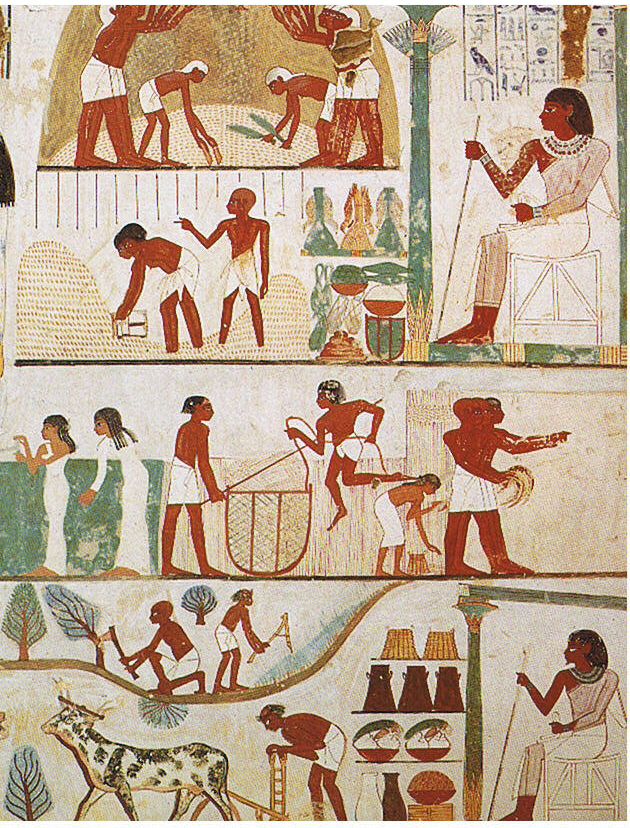

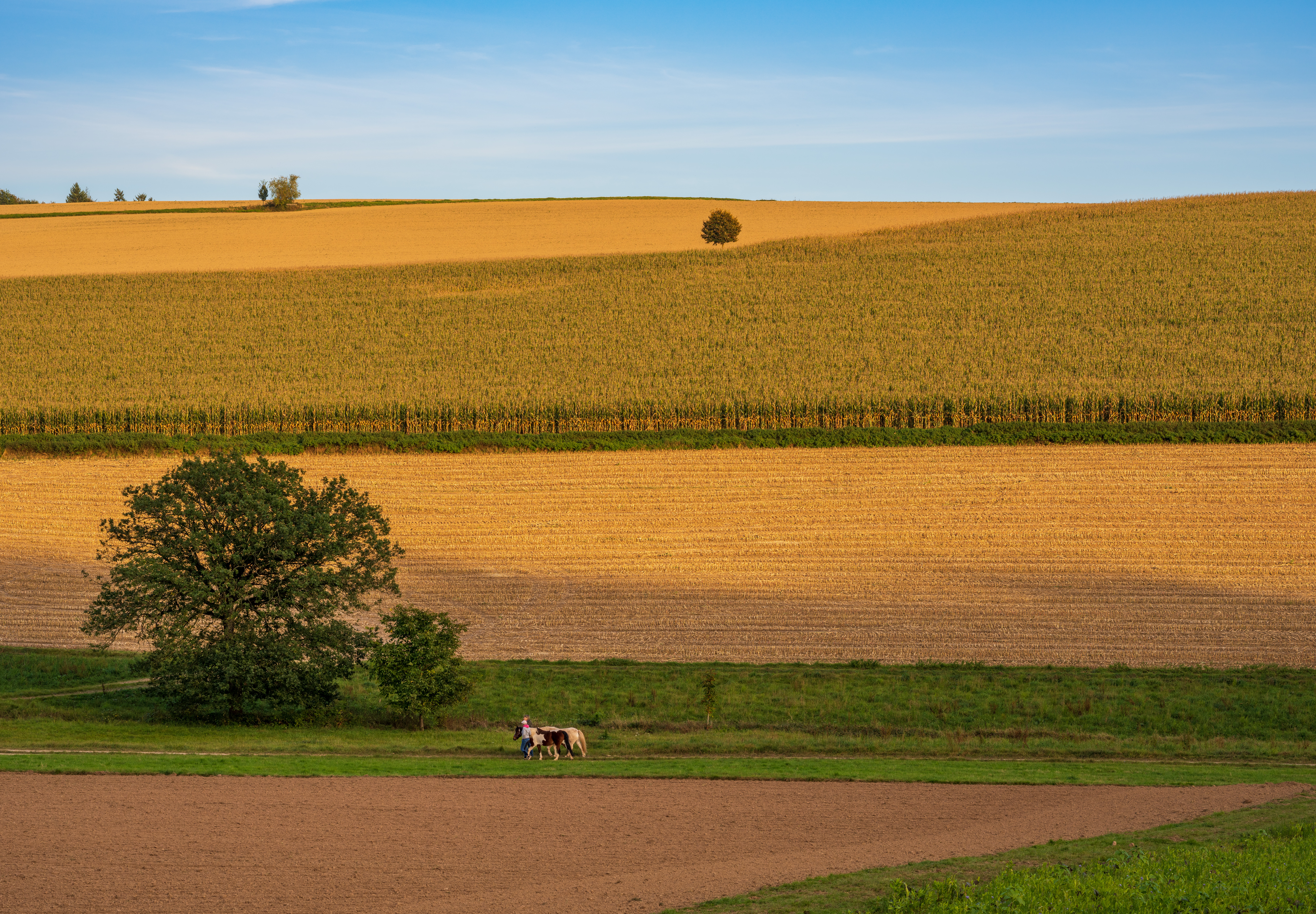
Pola uprawne

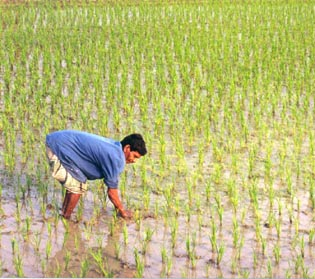
Pole ryżu

Rolnictwo – dział gospodarki, którego głównym zadaniem jest dostarczenie płodów rolnych. Rolnictwo uzyskuje produkty roślinne i zwierzęce dzięki uprawie roli i roślin oraz chowu i hodowli zwierząt.
Rolnictwo można podzielić na rolnictwo ekstensywne (zwane drobnotowarowym lub tradycyjnym) i rolnictwo intensywne (znane też jako wysokotowarowe lub uprzemysłowione) w zależności od jego cech: wysokości nakładów, ilości plonów, a także średniej powierzchni gospodarstw rolnych i powierzchni obszaru rolniczego kraju. 
Rolnictwo ekstensywne występuje tam, gdzie wykorzystuje się jeszcze tradycyjne formy uprawy, a państwo jest słabo rozwinięte (np. kraje Afryki). Są jednak wyjątki, np. Egipt – przez kontrolowane wylewy Nilu (dzięki tamie w Asuanie) plony uzyskuje od 2 do 4 razy w roku, więc są one dosyć wysokie, lecz samo rolnictwo ma charakter ekstensywny. W strefie klimatów umiarkowanych w klimacie ciepłym i w strefie klimatów podzwrotnikowych o typie śródziemnomorskim rolnictwo jest bardziej intensywne wtedy, jeśli na terenie kraju występują uprawy pszenicy, ziemniaków i buraków cukrowych przynoszących znaczące plony. Rolnictwo intensywne występuje w szczególności w krajach wysoko rozwiniętych, lecz które nie mają zbyt dużej powierzchni (np. Stany Zjednoczone charakteryzują się rolnictwem ekstensywnym ze względu na dużą powierzchnię obszaru rolniczego i wysoką średnią powierzchnię gospodarstw rolnych pomimo wysokich nakładów na nawożenie i nawadnianie), będą to więc wysoko rozwinięte kraje zachodniej Europy (np. Holandia, Włochy i wspomniana wcześniej Francja).
Badaniem rolnictwa zajmuje się dział nauk rolniczych, m.in. agrotechnika, zootechnika, agronomia, agrobiologia, agrochemia, agroekologia, agrogeologia, agrometeorologia, agroklimatologia itp.
W ostatnich dziesięcioleciach obserwowany jest wzrost produktywności w rolnictwie przy jednoczesnym zmniejszaniu się odsetka osób zatrudnionych i wartości produktów wytwarzanych w rolnictwie w dochodzie narodowym większości państw. 

## Historia rolnictwa
Początki rolnictwa datuje się na neolit – 10 000 do 3000 lat p.n.e., chociaż pojawiają się doniesienia o przypadkach wcześniejszego pojawienia się upraw. Przejście od łowiectwa i zbieractwa do uprawy roli stopniowo przyniosło rewolucyjne zmiany gospodarcze i społeczne (tzw. rewolucja neolityczna), przy czym za początkową fazę rozwoju rolnictwa uważa się gospodarkę kopieniaczą polegającą na tworzeniu przydomowych ogrodów, które służyły jako tymczasowe zabezpieczenie dla społeczeństw zbieracko-łowieckich na wypadek nieurodzaju. Zmienił się tryb życia ludzi z koczowniczego na osiadły, powstały bardziej złożone formy społeczne, doszło do rozwoju bogatej kultury. Zmienił się stosunek człowieka do przyrody, którą zaczął człowiek zmieniać na coraz szerszą skalę i dostosowywać do własnych potrzeb.
Pierwsza systematyczna uprawa roli rozpoczęła się ok. 8000 r. p.n.e. na Bliskim Wschodzie (żyzny półksiężyc – Mezopotamia, Egipt), a wkrótce niemal jednocześnie w trzech oddalonych od siebie częściach świata na obszarach współczesnych: Indii, Chin, Meksyku i Peru. Pierwszymi roślinami uprawnymi były różne rodzaje pszenicy i jęczmienia (Bliski Wschód). W Azji Południowo-Wschodniej były to groch, bób, ryż i proso, natomiast w Ameryce Środkowej i Południowej – dynia, fasola i kukurydza. I tak dzięki uprawie roślin mogły się rozwinąć wielkie cywilizacje starożytne, nazywane niekiedy od głównych roślin uprawnych cywilizacją pszenicy, ryżu i kukurydzy.
Nieco wcześniej doszło do udomowienia niektórych zwierząt: owiec i kóz – ok. 10 000–7000 lat p.n.e., później bydło domowe i świnie – ok. 6000 lat p.n.e. Doszło do tego także na Bliskim Wschodzie, skąd zarówno uprawa roślin, jak i hodowla zwierząt rozprzestrzeniły się po całym Starym Świecie.
Uczeni przypuszczają, że rozwój rolnictwa doprowadził do wznoszenia dużych osiedli miejskich oraz wielkich świątyń. Jednak najnowsze odkrycia na stanowisku Göbekli Tepe w południowo-wschodniej Turcji skłoniły niemieckiego archeologa Klausa Schmidta do zrewidowania dotychczasowych poglądów. Według niego mogło być zupełnie na odwrót. Najpierw powstawały świątynie, a dopiero potem miasta wokół nich. Na wspomnianym stanowisku odkryto monumentalną świątynię pochodzącą sprzed około 9500 lat p.n.e., która została wzniesiona nie przez ludność osiadłą, lecz przez wędrowne społeczności zbieracko-myśliwskie. Uczony uważa, że konieczność zorganizowania długotrwałych prac budowlanych wokół świątyni niejako zmusiła robotników do wynalezienia rolnictwa, ponieważ nie mieli innej możliwości zaopatrywania się w potrzebne im większe ilości pożywienia. Także inne najnowsze odkrycia zdają się potwierdzać podobne przypuszczenia. Najwcześniejsze osady o charakterze częściowo rolniczym to Abu Hurejra w Syrii, Gandż Dareh w Iraku, Netiw ha-Gedud w okolicach Jerycha czy Çayönü Tepesi w Turcji.

## Inne

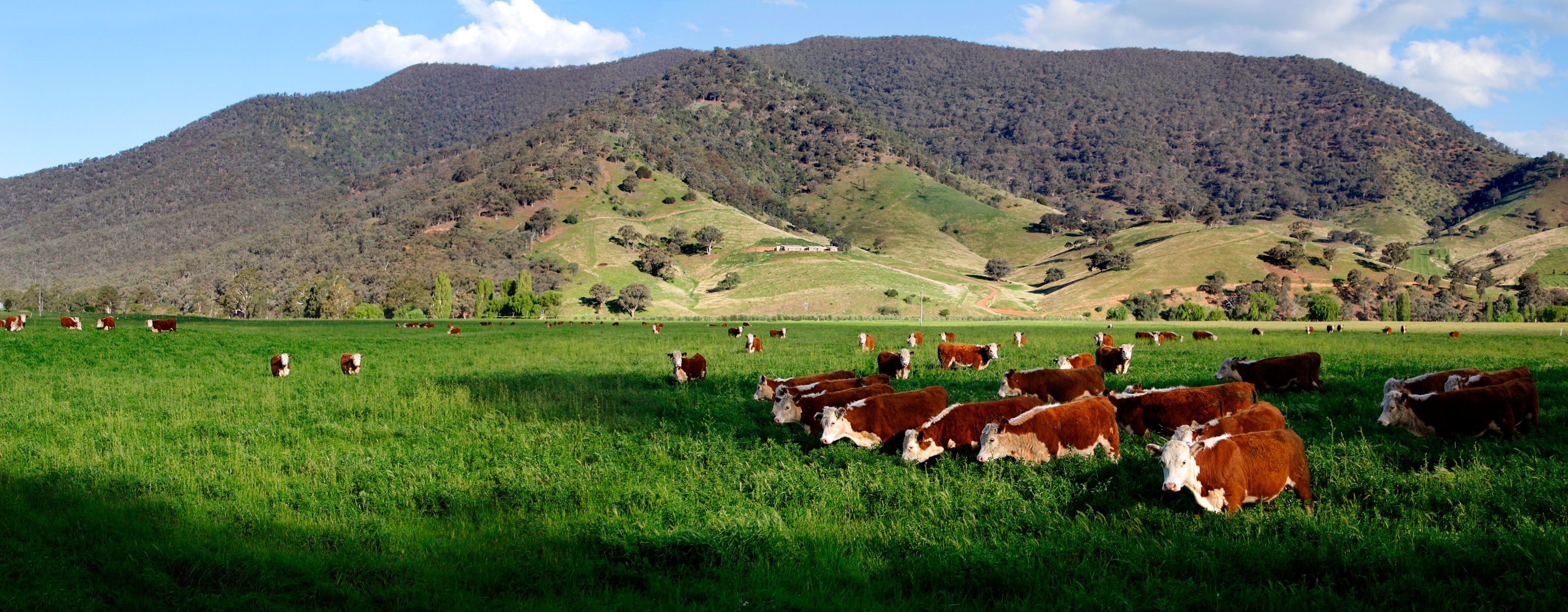
Pasące się stado bydła

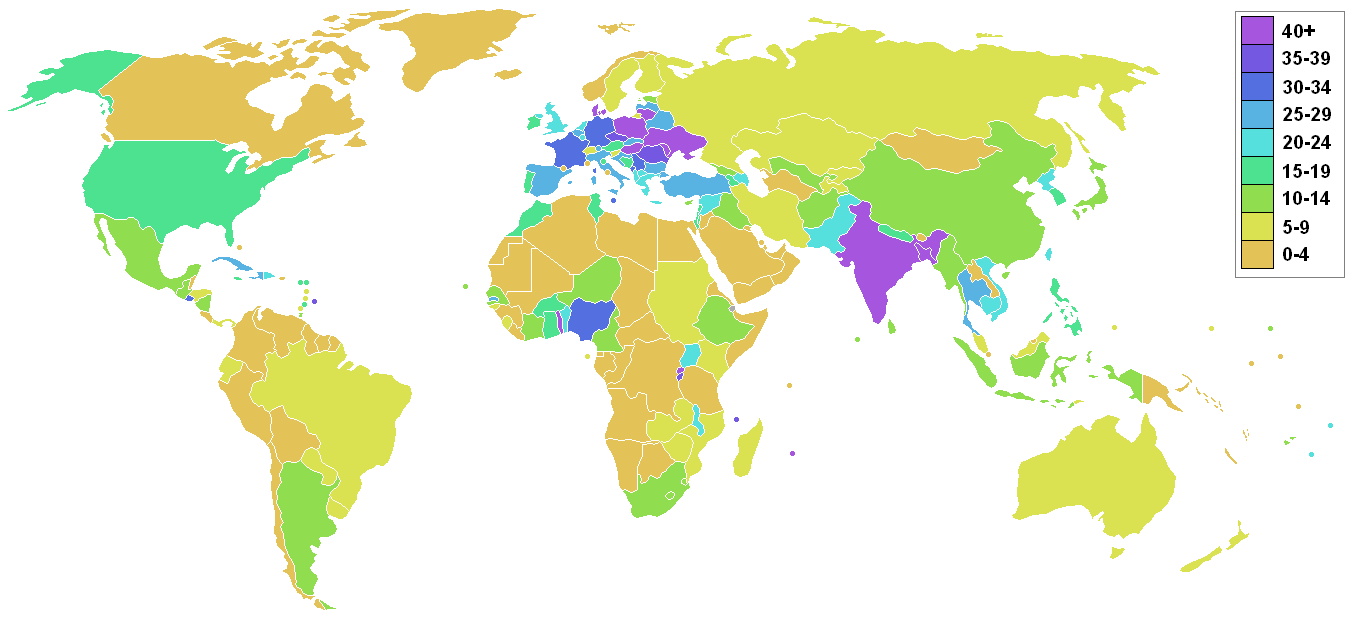
Udział gruntów ornych w powierzchni (%)

Rolnictwo należy do sektorów gospodarki o największym wpływie na środowisko naturalne i zdrowie w tym także możliwość działania szkodliwego. Unia Europejska podejmuje skoordynowane działania na rzecz ograniczenia szkodliwego wpływu rolnictwa poprzez integrację polityki rolnej i wiejskiej z polityką ekologiczną.
Polityka rolna oznacza zespół środków, regulacji i działań, które podejmuje państwo, aby wpływać na rozmiar produkcji rolnej i jej opłacalność. We współczesnych gospodarkach rynkowych jej celem jest koncentracja i specjalizacja rolnictwa oraz przyspieszanie postępu technologicznego i agrotechnicznego, który zapewniać ma efektywność tego działu gospodarki, a także przeciwdziałanie wyludnianiu wsi.

## Funkcje rolnictwa
Gospodarka rolna pełni trzy funkcje:
1. ekonomiczną – produkcja żywności i pasz, wytwarzanie surowców dla przemysłu przetwórczego, udział w tworzeniu produktu krajowego brutto,
2. społeczną – zapewnianie społeczeństwu miejsc pracy,
3. przestrzenną – przekształcanie krajobrazu naturalnego w rolniczy.

## Warunki rozwoju rolnictwa
Na rozwój rolnictwa składają się warunki przyrodnicze oraz pozaprzyrodnicze.

### Warunki przyrodnicze rozwoju rolnictwa
1. Ukształtowanie powierzchni – najbardziej sprzyjające rolnictwu są tereny równinne lub pagórkowate o łagodnych stokach. Takie warunki występują na Nizinach Środkowopolskich, Kotlinach Podkarpackich, a także w pasie pobrzeży. Najmniej korzystne warunki panują w górach (praca maszyn rolniczych na stromych stokach jest bardzo utrudniona, konieczne jest wykonywanie orki w tradycyjny sposób. Stanowi to problem w mechanizacji robót polowych) oraz w pasie pojezierzy.
2. Warunki klimatyczne – od nich zależą ilość opadów atmosferycznych, temperatura powietrza oraz długość trwania okresu wegetacyjnego. Różne rośliny uprawne wymagają różnych warunków wilgotnościowych czy termicznych, stąd tak duże znaczenie klimatu dla możliwości rozwoju rolnictwa.
3. Warunki wodne – rośliny potrzebują odpowiedniej ilości wilgoci. Uprawa jest niemożliwa, jeśli na danym obszarze jest zbyt sucho, wtedy bowiem rośliny wysychają, zwłaszcza na terenach zbyt wilgotnych, gdyż wówczas rośliny gniją. Czynnik ten jest ściśle powiązany z warunkami klimatycznymi, od których zależą ilość opadów atmosferycznych oraz parowanie, a także zależy od głębokości zalegania wód gruntowych.
4. Gleby – od rodzaju gleby zależy w dużej mierze rodzaj uprawianych roślin i wielkość plonów. Największy obszar w Polsce zajmują gleby średniej i słabej jakości (np. bielicowe). Gdzieniegdzie występują także gleby bardzo żyzne (np. brunatne). Najżyźniejsze gleby zajmują niewielki obszar.

### Warunki pozaprzyrodnicze rozwoju rolnictwa
1. Struktura wielkości gospodarstw rolnych – większość gospodarstw rolnych w Polsce nie przekracza 5 ha[4], więc nie przynoszą dużych zysków. W takim przypadku nie można zainwestować w ich rozbudowę czy też mechanizację.
2. Forma własności gospodarstw – w Polsce przeważają gospodarstwa indywidualne, najczęściej rodzinne (ich właścicielami są pojedyncze osoby lub rodziny). Pomimo procesu „odrodzinniania” polskiego rolnictwa gospodarstwa rodzinne nadal pozostają podstawą funkcjonowania sektora rolnego[5]. Znacznie mniej jest gospodarstw spółdzielczych (będących wspólną własnością grupy rolników).
3. Mechanizacja rolnictwa – ma duży wpływ na efektywność gospodarki rolnej. W Polsce poziom mechanizacji nie jest zbyt wysoki. Rolników często nie stać na zakup nowych urządzeń.
4. Nawożenie.
5. Nawadnianie.
6. Polityka rolna państwa.
7. Kadra pracownicza.

## Prawa pracowników rolnych w prawie międzynarodowym
Międzynarodowa Organizacja Pracy uchwaliła szereg Konwencji w sprawach pracy na roli:
- nr 10 dotycząca wieku dopuszczania dzieci do pracy w rolnictwie Dz.U. 1925 nr 54, poz. 376, Minimum Age (Agriculture) Convention
- nr 11 dotycząca prawa zrzeszania się i koalicji pracowników rolnych Dz.U. 1925 nr 54, poz. 378, Right of Association (Agriculture) Convention
- nr 12 w sprawie odszkodowań za nieszczęśliwe wypadki przy pracy na roli Dz.U. 1925 nr 54, poz. 380, Workmen’s Compensation (Agriculture) Convention
- nr 25 dotycząca ubezpieczenia na wypadek choroby pracowników rolnych Dz.U. 1949 nr 31, poz. 221, Sickness Insurance (Agriculture) Convention
- nr 36 dotycząca obowiązkowego ubezpieczenia na starość pracowników najemnych, zatrudnionych w przedsiębiorstwach rolnych Dz.U. 1949 nr 31, poz. 225, Old-Age Insurance (Agriculture) Convention
- nr 38 dotycząca obowiązkowego ubezpieczenia na wypadek inwalidztwa pracowników najemnych, zatrudnionych w przedsiębiorstwach rolnych Dz.U. 1949 nr 31, poz. 22, Invalidity Insurance (Agriculture) Convention
- nr 40 dotycząca obowiązkowego ubezpieczenia na wypadek śmierci pracowników najemnych, zatrudnionych w przedsiębiorstwach rolnych Dz.U. 1949 nr 31, poz. 233, Survivors’ Insurance (Agriculture) Convention
- nr 99 dotycząca metod ustalania płac minimalnych w rolnictwie Dz.U. 1977 nr 39, poz. 176, Minimum Wage Fixing Machinery (Agriculture)
- nr 101 dotycząca płatnych urlopów w rolnictwie Dz.U. 1958 nr 29, poz. 123, Holidays with Pay (Agriculture) Convention
- nr 129 dotycząca inspekcji pracy w rolnictwie Dz.U. 1997 nr 72, poz. 452, Labour Inspection (Agriculture) Convention
- nr 141 dotycząca organizacji pracowników rolnych Dz.U. 1994 nr 22, poz. 76, Rural Workers’ Organisations Convention
- nr 184 dotycząca bezpieczeństwa i zdrowia w rolnictwie przekład polski, Safety and Health in Agriculture Convention